# Джонсон (округ, Джорджія)
Шаблон:StateAbbr_ 32°42′ пн. ш. 82°40′ зх. д. / 32.7° пн. ш. 82.66° зх. д.
Округ Джонсон (англ. Johnson County) — округ (графство) у штаті Джорджія, США. Ідентифікатор округу 13167.

## Історія
Округ утворений 1858 року.

## Демографія
За даними перепису
2000 року
загальне населення округу становило 8560 осіб, усе сільське.
Серед мешканців округу чоловіків було 4218, а жінок — 4342. В окрузі було 3130 домогосподарств, 2240 родин, які мешкали в 3634 будинках.
Середній розмір родини становив 3,06.
Віковий розподіл населення поданий у таблиці:
| Стать    | До 15 років | 15-21 | 22-29 | 30-39 | 40-49 | 50-65 | 65-85 | Понад 85 |
| -------- | ----------- | ----- | ----- | ----- | ----- | ----- | ----- | -------- |
| Чоловіки | 950         | 785   | 357   | 484   | 530   | 614   | 461   | 37       |
| Жінки    | 898         | 403   | 401   | 545   | 578   | 678   | 691   | 148      |

## Суміжні округи
- Вашингтон - північ
- Джефферсон - північний схід
- Емануель - схід
- Тройтлен - південь
- Лоренс - південний захід
- Вілкінсон - захід

## Виноски
1. ↑  U.S. Decennial Census. United States Census Bureau. Архів оригіналу за 26 квітня 2015. Процитовано 23 червня 2014.
2. ↑  Historical Census Browser. University of Virginia Library. Архів оригіналу за 11 серпня 2012. Процитовано 23 червня 2014.
3. ↑  Population of Counties by Decennial Census: 1900 to 1990. United States Census Bureau. Архів оригіналу за 2 лютого 2019. Процитовано 23 червня 2014.
4. ↑  Census 2000 PHC-T-4. Ranking Tables for Counties: 1990 and 2000 (PDF). United States Census Bureau. Архів оригіналу (PDF) за 18 грудня 2014. Процитовано 23 червня 2014.
5. ↑  State & County QuickFacts. United States Census Bureau. Архів оригіналу за 7 червня 2011. Процитовано 23 червня 2014.(англ.) Наведено за англійською вікіпедією.
6. ↑  American FactFinder. Бюро перепису населення США. Архів оригіналу за 21 травня 2008. Процитовано 31 січня 2008.

| США | Це незавершена стаття з географії США. Ви можете допомогти проєкту, виправивши або дописавши її. |